# Historisches Museum (Pjöngjang)

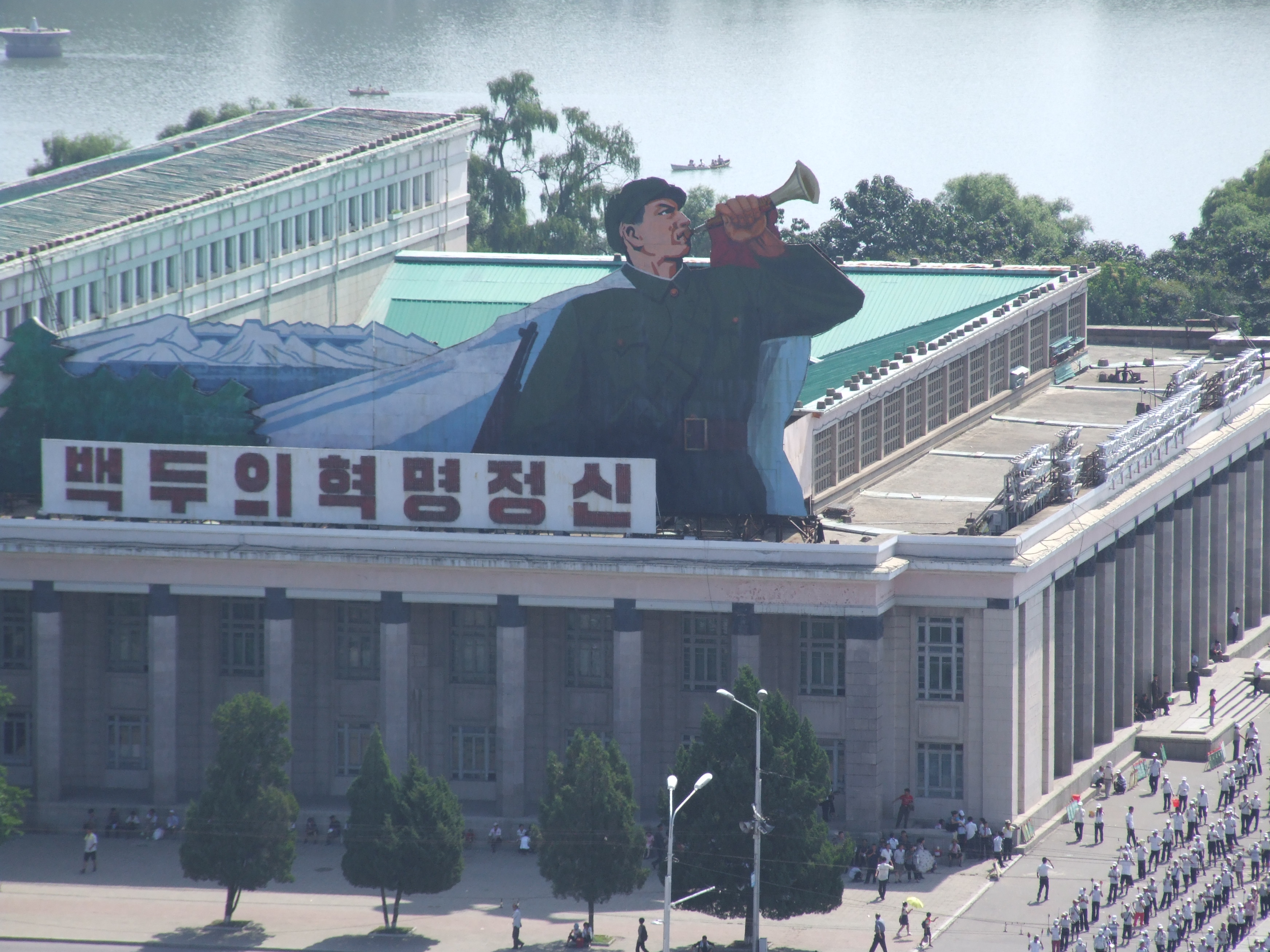
Historisches Museum am Kim-Il-sung-Platz

Das Historische Museum in der nordkoreanischen Hauptstadt Pjöngjang ist ein Museum für die Geschichte Koreas von der Steinzeit bis zur japanischen Kolonialzeit. Es ist, wie auch die gegenüberstehende Koreanische Kunstgalerie, eines der bedeutendsten Museen der Stadt.

## Geschichte

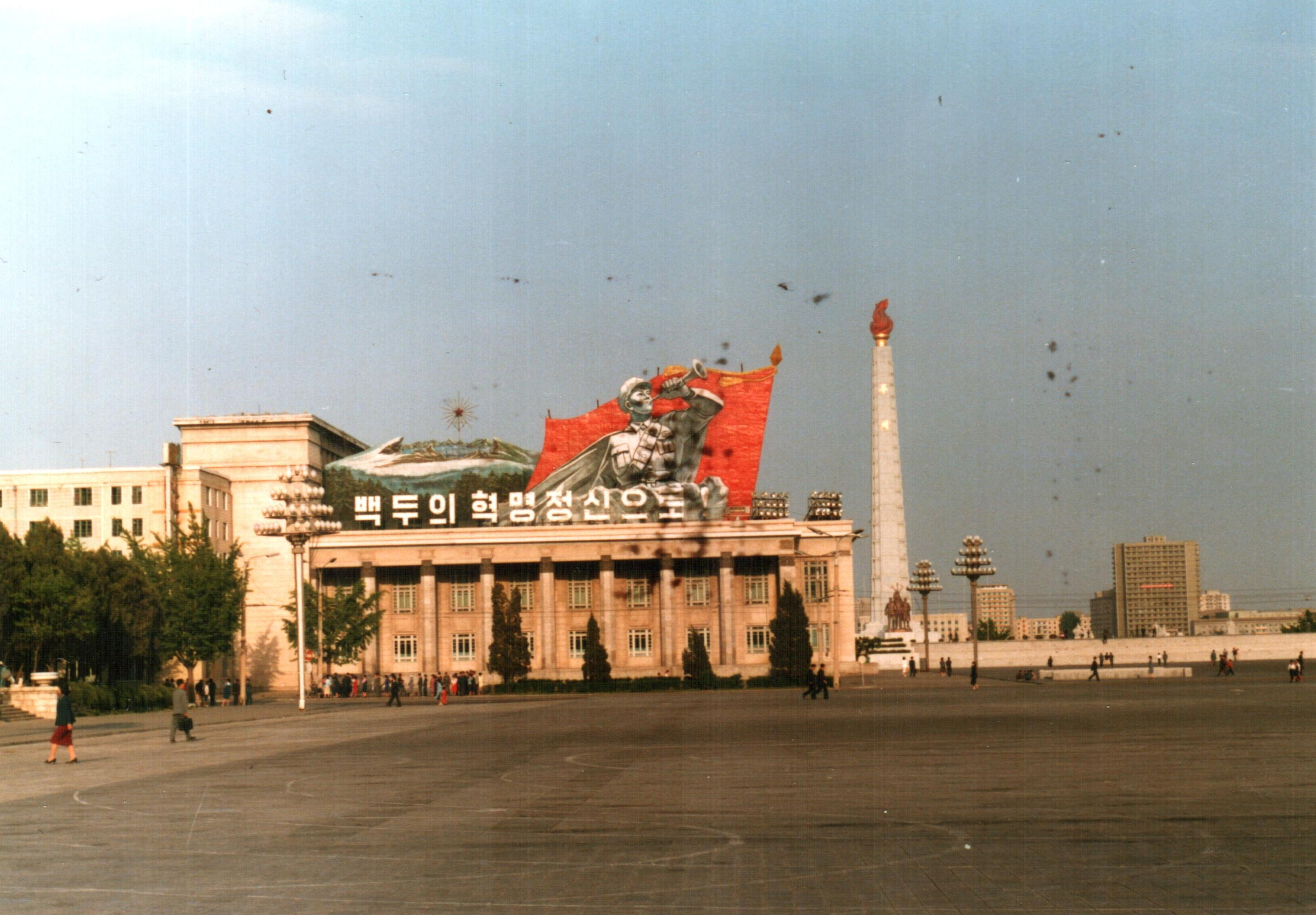
Das Museum im Jahr 1988

Das Museum wurde im Dezember 1945 gegründet und befand sich zunächst in einem Gebäude auf dem Moran-Hügel. Die Ausstellung zog im Jahr 1977 in ein Bauwerk am Kim-Il-sung-Platz, östlich der Sungri-Straße.
Im Jahr 2006 wurden 90 Ausstellungsstücke des Historischen Museums im Seouler Koreanischen Nationalmuseum in Südkorea präsentiert. Dabei handelte es sich um den bis dahin bedeutendsten Austausch kultureller Relikte zwischen den beiden Staaten.

## Gebäude
Die Ausstellung befindet sich in einem flachen, neoklassizistischen Monumentalbau aus dem Jahr 1960. Sie erstreckt sich über 19 Ausstellungsräume und eine Fläche von insgesamt 10.429 Quadratmetern. Das Gebäude hat eine quadratische Grundfläche mit einem vorgestellten  Portikus. Das Foyer ist mit Marmor ausgekleidet.

## Ausstellung
Die Ausstellung beinhaltet etwa 4000 Exponate, darunter Gemälde, Kleidungsstücke, Waffen, Schmuck, Schiffsmodelle, Münzen, meist in Form von Kopien und eine Letter die bereits vor Johannes Gutenberg in Korea entwickelt wurde (siehe auch Jikji).